# (27,13,6)-Blockplan
Der (27,13,6)-Blockplan ist ein spezieller symmetrischer Blockplan. Um ihn konstruieren zu können, musste dieses kombinatorische Problem gelöst werden: eine leere 27 × 27 - Matrix wurde so mit Einsen gefüllt, dass jede Zeile der Matrix genau 13 Einsen enthält und je zwei beliebige Zeilen genau 6 Einsen in der gleichen Spalte besitzen (nicht mehr und nicht weniger). Das klingt relativ einfach, ist aber nicht trivial zu lösen. Es gibt nur gewisse Kombinationen von Parametern (wie hier v = 27, k = 13, λ = 6), für die eine solche Konstruktion überhaupt machbar ist. In dieser Übersicht sind die kleinsten solcher (v,k,λ) aufgeführt.

## Bezeichnung
Dieser symmetrische 2-(27,13,6)-Blockplan wird Hadamard-Blockplan der Ordnung 7 genannt.

## Eigenschaften
Dieser symmetrische Blockplan hat die Parameter v = 27, k = 13, λ = 6 und damit folgende Eigenschaften:
- Er besteht aus 27 Blöcken und 27 Punkten.
- Jeder Block enthält genau 13 Punkte.
- Je 2 Blöcke schneiden sich in genau 6 Punkten.
- Jeder Punkt liegt auf genau 13 Blöcken.
- Je 2 Punkte sind durch genau 6 Blöcke verbunden.

## Existenz und Charakterisierung
Es existieren genau 208310 nichtisomorphe 2-(27,13,6) - Blockpläne. Sechs dieser Lösungen sind: 
- Lösung 1 mit der Signatur 12·1, 5·2, 1·3, 1·7, 1·8, 3·26, 1·28, 1·31, 2·35. Sie enthält 1 Oval der Ordnung 3.
- Lösung 2 mit der Signatur 13·1, 3·2, 1·6, 1·7, 1·21, 1·24, 1·25, 2·26, 1·28, 1·31, 1·33, 1·35. Sie enthält 1 Oval der Ordnung 3.
- Lösung 3 mit der Signatur 9·1, 10·2, 1·5, 1·8, 1·10, 1·20, 1·22, 1·26, 1·28, 1·32. Sie enthält 2 Ovale der Ordnung 3.
- Lösung 4 mit der Signatur 10·1, 7·2, 1·4, 1·7, 1·9, 1·25, 2·27, 1·28, 1·29, 1·31, 1·39. Sie enthält 1 Oval der Ordnung 3.
- Lösung 5 (dual zur Lösung 6) mit der Signatur 10·1, 3·2, 1·4, 1·28, 1·29, 2·31, 2·32, 2·33, 1·34, 1·35, 1·36, 1·38, 1·39. Sie enthält 1 Oval der Ordnung 3.
- Lösung 6 (dual zur Lösung 5) mit der Signatur 9·1, 6·2, 1·3, 1·23, 1·28, 1·30, 1·31, 1·32, 2·33, 1·35, 1·37, 2·41 Sie enthält 1 Oval der Ordnung 3.

## Liste der Blöcke
Hier sind alle Blöcke dieses Blockplans aufgelistet; zum Verständnis dieser Liste siehe diese Veranschaulichung
- Lösung 1

```
  1   2   3   4   5   6   7   8   9  10  11  12  13
  1   2   3   4   5   6  14  15  16  17  18  19  20
  1   2   3   4   5   7  14  21  22  23  24  25  26
  1   2   3   8   9  10  15  16  17  21  22  23  27
  1   2   3   8   9  11  18  19  20  24  25  26  27
  1   2   6   7  12  13  15  16  18  21  24  25  27
  1   3   6   7  12  13  17  19  20  22  23  26  27
  1   4   5  10  11  12  15  16  19  22  24  26  27
  1   4   5  10  11  13  17  18  20  21  23  25  27
  1   4   8   9  12  13  14  15  16  20  23  25  26
  1   5   8   9  12  13  14  17  18  19  21  22  24
  1   6   7   8  10  11  14  15  17  18  22  25  26
  1   6   7   9  10  11  14  16  19  20  21  23  24
  2   3  10  11  12  13  14  15  17  19  23  24  25
  2   4   6   8  10  12  14  17  20  21  24  26  27
  2   4   6   9  11  13  16  17  19  21  22  25  26
  2   4   7   8  11  12  15  18  19  20  21  22  23
  2   5   6   9  10  13  15  18  20  22  23  24  26
  2   5   7   8  10  13  14  16  19  20  22  25  27
  2   5   7   9  11  12  14  16  17  18  23  26  27
  3   4   6   8  11  13  14  16  18  22  23  24  27
  3   4   7   9  10  12  16  17  18  20  22  24  25
  3   4   7   9  10  13  14  15  18  19  21  26  27
  3   5   6   8  10  12  16  18  19  21  23  25  26
  3   5   6   9  11  12  14  15  20  21  22  25  27
  3   5   7   8  11  13  15  16  17  20  21  24  26
  4   5   6   7   8   9  15  17  19  23  24  25  27
```

- Lösung 2

```
  1   2   3   4   5   6   7   8   9  10  11  12  13
  1   2   3   4   5   6  14  15  16  17  18  19  20
  1   2   3   4   5   7  14  21  22  23  24  25  26
  1   2   3   8   9  10  15  16  17  21  22  23  27
  1   2   3   8   9  11  18  19  20  24  25  26  27
  1   2   6   7  12  13  15  16  18  21  24  25  27
  1   3   6   7  12  13  17  19  20  22  23  26  27
  1   4   5  10  11  12  15  16  19  22  24  26  27
  1   4   5  10  11  13  17  18  20  21  23  25  27
  1   4   8   9  12  13  14  15  16  20  23  25  26
  1   5   8   9  12  13  14  17  18  19  21  22  24
  1   6   7   8  10  11  14  15  17  18  22  25  26
  1   6   7   9  10  11  14  16  19  20  21  23  24
  2   3  10  11  12  13  14  15  17  19  23  24  25
  2   4   6   8  10  12  14  18  19  21  23  26  27
  2   4   6   9  11  13  16  17  19  21  22  25  26
  2   4   7   8  11  12  16  17  18  20  22  23  24
  2   5   6   9  10  13  15  18  20  22  23  24  26
  2   5   7   8  10  13  14  16  19  20  22  25  27
  2   5   7   9  11  12  14  15  17  20  21  26  27
  3   4   6   8  11  13  14  15  20  21  22  24  27
  3   4   7   9  10  12  15  18  19  20  21  22  25
  3   4   7   9  10  13  14  16  17  18  24  26  27
  3   5   6   8  10  12  16  17  20  21  24  25  26
  3   5   6   9  11  12  14  16  18  22  23  25  27
  3   5   7   8  11  13  15  16  18  19  21  23  26
  4   5   6   7   8   9  15  17  19  23  24  25  27
```

- Lösung 3

```
  1   2   3   4   5   6   7   8   9  10  11  12  13
  1   2   3   4   5   6  14  15  16  17  18  19  20
  1   2   3   4   5   7  14  21  22  23  24  25  26
  1   2   3   8   9  10  15  16  17  21  22  23  27
  1   2   3   8   9  11  18  19  20  24  25  26  27
  1   2   6   7  12  13  15  16  18  21  24  25  27
  1   3   6   7  12  13  17  19  20  22  23  26  27
  1   4   5  10  11  12  15  16  19  22  24  26  27
  1   4   5  10  11  13  17  18  20  21  23  25  27
  1   4   8   9  12  13  14  15  16  20  23  25  26
  1   5   8   9  12  13  14  17  18  19  21  22  24
  1   6   7   8  10  11  14  15  17  18  22  25  26
  1   6   7   9  10  11  14  16  19  20  21  23  24
  2   3  10  11  12  13  14  15  17  19  23  24  25
  2   4   6   8  10  12  14  18  20  22  23  24  27
  2   4   6   9  11  13  15  18  19  21  22  23  26
  2   4   7   8  11  12  16  17  19  20  21  22  25
  2   5   6   9  10  13  16  17  20  22  24  25  26
  2   5   7   8  10  13  14  15  19  20  21  26  27
  2   5   7   9  11  12  14  16  17  18  23  26  27
  3   4   6   8  11  13  14  16  17  21  24  26  27
  3   4   7   9  10  12  15  17  18  20  21  24  26
  3   4   7   9  10  13  14  16  18  19  22  25  27
  3   5   6   8  10  12  16  18  19  21  23  25  26
  3   5   6   9  11  12  14  15  20  21  22  25  27
  3   5   7   8  11  13  15  16  18  20  22  23  24
  4   5   6   7   8   9  15  17  19  23  24  25  27
```

- Lösung 4

```
  1   2   3   4   5   6   7   8   9  10  11  12  13
  1   2   3   4   5   6  14  15  16  17  18  19  20
  1   2   3   4   5   7  14  21  22  23  24  25  26
  1   2   3   8   9  10  15  16  17  21  22  23  27
  1   2   3   8   9  11  18  19  20  24  25  26  27
  1   2   6   7  12  13  15  16  18  21  24  25  27
  1   3   6   7  12  13  17  19  20  22  23  26  27
  1   4   5  10  11  12  15  16  19  22  24  26  27
  1   4   5  10  11  13  17  18  20  21  23  25  27
  1   4   8   9  12  13  14  15  16  20  23  25  26
  1   5   8   9  12  13  14  17  18  19  21  22  24
  1   6   7   8  10  11  14  15  17  18  22  25  26
  1   6   7   9  10  11  14  16  19  20  21  23  24
  2   3  10  11  12  13  14  15  18  19  21  23  26
  2   4   6   8  10  12  14  17  19  23  24  25  27
  2   4   6   9  11  13  16  17  18  22  23  24  26
  2   4   7   9  11  12  15  17  19  20  21  22  25
  2   5   6   8  10  13  16  19  20  21  22  25  26
  2   5   7   8  11  12  14  16  18  20  22  23  27
  2   5   7   9  10  13  14  15  17  20  24  26  27
  3   4   6   8  11  13  14  15  20  21  22  24  27
  3   4   7   8  10  12  16  17  18  20  21  24  26
  3   4   7   9  10  13  14  16  18  19  22  25  27
  3   5   6   9  10  12  15  18  20  22  23  24  25
  3   5   6   9  11  12  14  16  17  21  25  26  27
  3   5   7   8  11  13  15  16  17  19  23  24  25
  4   5   6   7   8   9  15  18  19  21  23  26  27
```

- Lösung 5

```
  1   2   3   4   5   6   7   8   9  10  11  12  13
  1   2   3   4   5   6  14  15  16  17  18  19  20
  1   2   3   4   5   7  14  21  22  23  24  25  26
  1   2   3   8   9  10  15  16  17  21  22  23  27
  1   2   3   8   9  11  18  19  20  24  25  26  27
  1   2   6   7  12  13  15  16  18  21  24  25  27
  1   3   6  10  12  13  14  17  19  22  24  26  27
  1   4   6   8  10  12  15  18  20  22  23  25  26
  1   4   7   9  10  13  16  17  19  20  21  25  26
  1   4   7   9  11  13  14  15  18  19  22  23  27
  1   5   6   8  11  13  16  19  20  21  22  23  24
  1   5   7   8  11  12  14  15  17  20  21  26  27
  1   5   9  10  11  12  14  16  17  18  23  24  25
  2   3   7  11  12  13  16  17  18  20  22  23  26
  2   4   5  10  11  13  15  17  20  22  24  25  27
  2   4   6   9  11  12  15  17  19  21  23  24  26
  2   4   7   8  10  12  14  16  19  20  23  24  27
  2   5   6   9  10  13  14  18  20  21  23  26  27
  2   5   8   9  12  13  14  15  16  19  22  25  26
  2   6   7   8  10  11  14  17  18  19  21  22  25
  3   4   5   8  12  13  17  18  19  21  23  25  27
  3   4   6   9  11  12  14  16  20  21  22  25  27
  3   4   8  10  11  13  14  15  16  18  21  24  26
  3   5   6   7  10  11  15  16  19  23  25  26  27
  3   5   7   9  10  12  15  18  19  20  21  22  24
  3   6   7   8   9  13  14  15  17  20  23  24  25
  4   5   6   7   8   9  16  17  18  22  24  26  27
```

- Lösung 6

```
  1   2   3   4   5   6   7   8   9  10  11  12  13
  1   2   3   4   5   6  14  15  16  17  18  19  20
  1   2   3   4   5   7  14  21  22  23  24  25  26
  1   2   3   8   9  10  15  16  17  21  22  23  27
  1   2   3  11  12  13  15  18  19  21  24  25  27
  1   2   6   7   8  11  16  18  20  22  24  26  27
  1   3   6   9  10  12  14  17  20  24  25  26  27
  1   4   5   8  11  12  17  19  20  21  23  26  27
  1   4   5   9  10  13  16  18  19  22  25  26  27
  1   4   7   8   9  13  15  17  18  20  23  24  25
  1   5  10  11  12  13  14  15  16  20  22  23  24
  1   6   7   8  12  13  14  16  17  19  21  22  25
  1   6   7   9  10  11  14  15  18  19  21  23  26
  2   3   7  10  12  13  17  18  19  20  22  23  26
  2   4   6   8  10  12  15  16  19  23  24  25  26
  2   4   6   9  11  13  14  17  19  22  23  24  27
  2   4   7   9  12  13  14  15  16  20  21  26  27
  2   5   6   8  10  13  14  18  20  21  23  25  27
  2   5   7   9  10  11  16  17  19  20  21  24  25
  2   5   8   9  11  12  14  15  17  18  22  25  26
  3   4   6   9  11  12  16  18  20  21  22  23  25
  3   4   7   8  10  11  14  15  19  20  22  25  27
  3   4   8  10  11  13  14  16  17  18  21  24  26
  3   5   6   7  11  13  15  16  17  23  25  26  27
  3   5   6   8   9  13  15  19  20  21  22  24  26
  3   5   7   8   9  12  14  16  18  19  23  24  27
  4   5   6   7  10  12  15  17  18  21  22  24  27
```

## Inzidenzmatrix
Dies ist eine Darstellung der Inzidenzmatrix dieses Blockplans; zum Verständnis dieser Matrix siehe diese Veranschaulichung
- Lösung 1

```
O O O O O O O O O O O O O . . . . . . . . . . . . . .
O O O O O O . . . . . . . O O O O O O O . . . . . . .
O O O O O . O . . . . . . O . . . . . . O O O O O O .
O O O . . . . O O O . . . . O O O . . . O O O . . . O
O O O . . . . O O . O . . . . . . O O O . . . O O O O
O O . . . O O . . . . O O . O O . O . . O . . O O . O
O . O . . O O . . . . O O . . . O . O O . O O . . O O
O . . O O . . . . O O O . . O O . . O . . O . O . O O
O . . O O . . . . O O . O . . . O O . O O . O . O . O
O . . O . . . O O . . O O O O O . . . O . . O . O O .
O . . . O . . O O . . O O O . . O O O . O O . O . . .
O . . . . O O O . O O . . O O . O O . . . O . . O O .
O . . . . O O . O O O . . O . O . . O O O . O O . . .
. O O . . . . . . O O O O O O . O . O . . . O O O . .
. O . O . O . O . O . O . O . . O . . O O . . O . O O
. O . O . O . . O . O . O . . O O . O . O O . . O O .
. O . O . . O O . . O O . . O . . O O O O O O . . . .
. O . . O O . . O O . . O . O . . O . O . O O O . O .
. O . . O . O O . O . . O O . O . . O O . O . . O . O
. O . . O . O . O . O O . O . O O O . . . . O . . O O
. . O O . O . O . . O . O O . O . O . . . O O O . . O
. . O O . . O . O O . O . . . O O O . O . O . O O . .
. . O O . . O . O O . . O O O . . O O . O . . . . O O
. . O . O O . O . O . O . . . O . O O . O . O . O O .
. . O . O O . . O . O O . O O . . . . O O O . . O . O
. . O . O . O O . . O . O . O O O . . O O . . O . O .
. . . O O O O O O . . . . . O . O . O . . . O O O . O
```

- Lösung 2

```
O O O O O O O O O O O O O . . . . . . . . . . . . . .
O O O O O O . . . . . . . O O O O O O O . . . . . . .
O O O O O . O . . . . . . O . . . . . . O O O O O O .
O O O . . . . O O O . . . . O O O . . . O O O . . . O
O O O . . . . O O . O . . . . . . O O O . . . O O O O
O O . . . O O . . . . O O . O O . O . . O . . O O . O
O . O . . O O . . . . O O . . . O . O O . O O . . O O
O . . O O . . . . O O O . . O O . . O . . O . O . O O
O . . O O . . . . O O . O . . . O O . O O . O . O . O
O . . O . . . O O . . O O O O O . . . O . . O . O O .
O . . . O . . O O . . O O O . . O O O . O O . O . . .
O . . . . O O O . O O . . O O . O O . . . O . . O O .
O . . . . O O . O O O . . O . O . . O O O . O O . . .
. O O . . . . . . O O O O O O . O . O . . . O O O . .
. O . O . O . O . O . O . O . . . O O . O . O . . O O
. O . O . O . . O . O . O . . O O . O . O O . . O O .
. O . O . . O O . . O O . . . O O O . O . O O O . . .
. O . . O O . . O O . . O . O . . O . O . O O O . O .
. O . . O . O O . O . . O O . O . . O O . O . . O . O
. O . . O . O . O . O O . O O . O . . O O . . . . O O
. . O O . O . O . . O . O O O . . . . O O O . O . . O
. . O O . . O . O O . O . . O . . O O O O O . . O . .
. . O O . . O . O O . . O O . O O O . . . . . O . O O
. . O . O O . O . O . O . . . O O . . O O . . O O O .
. . O . O O . . O . O O . O . O . O . . . O O . O . O
. . O . O . O O . . O . O . O O . O O . O . O . . O .
. . . O O O O O O . . . . . O . O . O . . . O O O . O
```

- Lösung 3

```
O O O O O O O O O O O O O . . . . . . . . . . . . . .
O O O O O O . . . . . . . O O O O O O O . . . . . . .
O O O O O . O . . . . . . O . . . . . . O O O O O O .
O O O . . . . O O O . . . . O O O . . . O O O . . . O
O O O . . . . O O . O . . . . . . O O O . . . O O O O
O O . . . O O . . . . O O . O O . O . . O . . O O . O
O . O . . O O . . . . O O . . . O . O O . O O . . O O
O . . O O . . . . O O O . . O O . . O . . O . O . O O
O . . O O . . . . O O . O . . . O O . O O . O . O . O
O . . O . . . O O . . O O O O O . . . O . . O . O O .
O . . . O . . O O . . O O O . . O O O . O O . O . . .
O . . . . O O O . O O . . O O . O O . . . O . . O O .
O . . . . O O . O O O . . O . O . . O O O . O O . . .
. O O . . . . . . O O O O O O . O . O . . . O O O . .
. O . O . O . O . O . O . O . . . O . O . O O O . . O
. O . O . O . . O . O . O . O . . O O . O O O . . O .
. O . O . . O O . . O O . . . O O . O O O O . . O . .
. O . . O O . . O O . . O . . O O . . O . O . O O O .
. O . . O . O O . O . . O O O . . . O O O . . . . O O
. O . . O . O . O . O O . O . O O O . . . . O . . O O
. . O O . O . O . . O . O O . O O . . . O . . O . O O
. . O O . . O . O O . O . . O . O O . O O . . O . O .
. . O O . . O . O O . . O O . O . O O . . O . . O . O
. . O . O O . O . O . O . . . O . O O . O . O . O O .
. . O . O O . . O . O O . O O . . . . O O O . . O . O
. . O . O . O O . . O . O . O O . O . O . O O O . . .
. . . O O O O O O . . . . . O . O . O . . . O O O . O
```

- Lösung 4

```
O O O O O O O O O O O O O . . . . . . . . . . . . . .
O O O O O O . . . . . . . O O O O O O O . . . . . . .
O O O O O . O . . . . . . O . . . . . . O O O O O O .
O O O . . . . O O O . . . . O O O . . . O O O . . . O
O O O . . . . O O . O . . . . . . O O O . . . O O O O
O O . . . O O . . . . O O . O O . O . . O . . O O . O
O . O . . O O . . . . O O . . . O . O O . O O . . O O
O . . O O . . . . O O O . . O O . . O . . O . O . O O
O . . O O . . . . O O . O . . . O O . O O . O . O . O
O . . O . . . O O . . O O O O O . . . O . . O . O O .
O . . . O . . O O . . O O O . . O O O . O O . O . . .
O . . . . O O O . O O . . O O . O O . . . O . . O O .
O . . . . O O . O O O . . O . O . . O O O . O O . . .
. O O . . . . . . O O O O O O . . O O . O . O . . O .
. O . O . O . O . O . O . O . . O . O . . . O O O . O
. O . O . O . . O . O . O . . O O O . . . O O O . O .
. O . O . . O . O . O O . . O . O . O O O O . . O . .
. O . . O O . O . O . . O . . O . . O O O O . . O O .
. O . . O . O O . . O O . O . O . O . O . O O . . . O
. O . . O . O . O O . . O O O . O . . O . . . O . O O
. . O O . O . O . . O . O O O . . . . O O O . O . . O
. . O O . . O O . O . O . . . O O O . O O . . O . O .
. . O O . . O . O O . . O O . O . O O . . O . . O . O
. . O . O O . . O O . O . . O . . O . O . O O O O . .
. . O . O O . . O . O O . O . O O . . . O . . . O O O
. . O . O . O O . . O . O . O O O . O . . . O O O . .
. . . O O O O O O . . . . . O . . O O . O . O . . O O
```

- Lösung 5

```
O O O O O O O O O O O O O . . . . . . . . . . . . . .
O O O O O O . . . . . . . O O O O O O O . . . . . . .
O O O O O . O . . . . . . O . . . . . . O O O O O O .
O O O . . . . O O O . . . . O O O . . . O O O . . . O
O O O . . . . O O . O . . . . . . O O O . . . O O O O
O O . . . O O . . . . O O . O O . O . . O . . O O . O
O . O . . O . . . O . O O O . . O . O . . O . O . O O
O . . O . O . O . O . O . . O . . O . O . O O . O O .
O . . O . . O . O O . . O . . O O . O O O . . . O O .
O . . O . . O . O . O . O O O . . O O . . O O . . . O
O . . . O O . O . . O . O . . O . . O O O O O O . . .
O . . . O . O O . . O O . O O . O . . O O . . . . O O
O . . . O . . . O O O O . O . O O O . . . . O O O . .
. O O . . . O . . . O O O . . O O O . O . O O . . O .
. O . O O . . . . O O . O . O . O . . O . O . O O . O
. O . O . O . . O . O O . . O . O . O . O . O O . O .
. O . O . . O O . O . O . O . O . . O O . . O O . . O
. O . . O O . . O O . . O O . . . O . O O . O . . O O
. O . . O . . O O . . O O O O O . . O . . O . . O O .
. O . . . O O O . O O . . O . . O O O . O O . . O . .
. . O O O . . O . . . O O . . . O O O . O . O . O . O
. . O O . O . . O . O O . O . O . . . O O O . . O . O
. . O O . . . O . O O . O O O O . O . . O . . O . O .
. . O . O O O . . O O . . . O O . . O . . . O . O O O
. . O . O . O . O O . O . . O . . O O O O O . O . . .
. . O . . O O O O . . . O O O . O . . O . . O O O . .
. . . O O O O O O . . . . . . O O O . . . O . O . O O
```

- Lösung 6

```
O O O O O O O O O O O O O . . . . . . . . . . . . . .
O O O O O O . . . . . . . O O O O O O O . . . . . . .
O O O O O . O . . . . . . O . . . . . . O O O O O O .
O O O . . . . O O O . . . . O O O . . . O O O . . . O
O O O . . . . . . . O O O . O . . O O . O . . O O . O
O O . . . O O O . . O . . . . O . O . O . O . O . O O
O . O . . O . . O O . O . O . . O . . O . . . O O O O
O . . O O . . O . . O O . . . . O . O O O . O . . O O
O . . O O . . . O O . . O . . O . O O . . O . . O O O
O . . O . . O O O . . . O . O . O O . O . . O O O . .
O . . . O . . . . O O O O O O O . . . O . O O O . . .
O . . . . O O O . . . O O O . O O . O . O O . . O . .
O . . . . O O . O O O . . O O . . O O . O . O . . O .
. O O . . . O . . O . O O . . . O O O O . O O . . O .
. O . O . O . O . O . O . . O O . . O . . . O O O O .
. O . O . O . . O . O . O O . . O . O . . O O O . . O
. O . O . . O . O . . O O O O O . . . O O . . . . O O
. O . . O O . O . O . . O O . . . O . O O . O . O . O
. O . . O . O . O O O . . . . O O . O O O . . O O . .
. O . . O . . O O . O O . O O . O O . . . O . . O O .
. . O O . O . . O . O O . . . O . O . O O O O . O . .
. . O O . . O O . O O . . O O . . . O O . O . . O . O
. . O O . . . O . O O . O O . O O O . . O . . O . O .
. . O . O O O . . . O . O . O O O . . . . . O . O O O
. . O . O O . O O . . . O . O . . . O O O O . O . O .
. . O . O . O O O . . O . O . O . O O . . . O O . . O
. . . O O O O . . O . O . . O . O O . . O O . O . . O
```

## Oval
Ein Oval des Blockplans ist eine Menge seiner Punkte, von welcher keine drei auf einem Block liegen. Hier sind alle Ovale maximaler Ordnung dieses Blockplans (in jeder Zeile ist ein Oval durch die Menge seiner Punkte dargestellt):
- Lösung 1 (sämtliche Ovale)

```
  1  14  27
```

- Lösung 2 (sämtliche Ovale)

```
  1  14  27
```

- Lösung 3 (sämtliche Ovale)

```
  1  14  27 
 16  20  27 
```

- Lösung 4 (sämtliche Ovale)

```
  1  14  27
```

- Lösung 5 (sämtliche Ovale)

```
  7  11  24
```

- Lösung 6 (sämtliche Ovale)

```
  7   9  22
```